# Kauppalehti

Kauppalehti är en finsk näringslivsinriktad dagstidning som grundades 1898. Tidningen är en del av Alma Media-koncernen. Kauppalehti hade enligt Levikintarkastus år 2013 en upplaga på 57 367 exemplar.